# Octopus (album The Human League)
Octopus – album zespołu The Human League wydany w 1995 roku.

## Lista utworów
1. „Tell Me When”
2. „These Are the Days”
3. „One Man in My Heart”
4. „Words”
5. „Filling Up with Heaven”
6. „Houseful of Nothing”
7. „John Cleese: Is He Funny?”
8. „Never Again”
9. „Cruel Young Lover”

## Single
- 1995: „Tell Me When”
- 1995: „One Man in My Heart”
- 1995: „Filling Up with Heaven”